# Кузьминова, Елена Александровна
Еле́на Алекса́ндровна Кузьми́нова (род. 1970, Москва) — российский лингвист, доктор филологических наук, специалист по истории лингвистических учений, истории русского литературного языка, лингводидактике. Автор, соавтор и редактор книг и многочисленных статей по истории грамматических учений и практике преподавания русского языка для иностранных студентов.

## Биография
В 1992 году окончила филологический факультет МГУ им. М. В. Ломоносова, в 1996 г. — аспирантуру филологического факультета МГУ и защитила кандидатскую диссертацию по теме «Грамматика Лаврентия Зизания в Московской Руси в первой половине XVII в. (Типы адаптации)». С 2003 года доцент кафедры русского языка для иностранных учащихся в МГУ.
В 2012 году защитила докторскую диссертацию по теме «Грамматики церковнославянского языка в культурно-языковом пространстве России XVI—XVIII вв».

## Научные труды
- Развитие грамматической мысли России XVI—XVIII вв. — Москва : МАКС Пресс, 2012. — 467 с. — ISBN 978-5-317-04088-8
- Коммуникативный синтаксис русского языка: Учебное пособие для иностранных магистрантов-лингвистов и мн. др. 2017.
- Грамматики Лаврентия Зизания и Мелентия Смотрицкого / Сост. Е. А. Кузьминова. — М. : Изд-во Моск. ун-та, 2000. — 526 с. — ISBN 5-211-03907-6
- История русского литературного языка XI—XVII вв.: практикум по курсу : рабочая тетрадь. — Москва : Изд-во Московского ун-та, 2010 (Люберцы (Московская область) : Производственно-издательский комбинат ВИНИТИ). — 89 с. — ISBN 978-5-211-05813-2 (соавторы: Н. В. Николенкова, Т. В. Пентковская)
  - История русского литературного языка XI—XVII вв.: практикум по курсу : рабочая тетрадь : [учебное пособие]. — Изд. 2-е, испр. и доп. — Москва : МАКС Пресс, 2013 (Москва : МГУ им. М. В. Ломоносова). — 133 с. — ISBN 978-5-317-04456-5 (соавторы: Н. В. Николенкова, Т. В. Пентковская)
- История русской орфографии и пунктуации с древнейших времен до эпохи реформ : учебное пособие. — 2-е изд., испр. и доп. — Москва : МАКС Пресс, 2019. — 142 с. — ISBN 978-5-317-06216-3 : 100 экз. (соавторы: Н. В. Николенкова, Т. В. Пентковская)

- Типы бытования грамматики Лаврентия Зизания в Московской Руси в первой половине XVII века // Вестник Московского университета. Серия 9: Филология, издательство Изд-во Моск. ун-та (М.). 1997. — № 4. — С. 68-84
- Опыт системно-функциональной реконструкции индивидуальной грамматической нормы // Слово. Грамматика. Речь. Вып. 1. М, 1999.
- «Книга глаголемая буквы граммотичнаго учения»: концепция и структура // Богословский сборник. Вып. 2. — М., 1999
- Адаптация авторитетной югозападнорусской грамматики в Московской Руси XVII в. // Эволюция грамматической мысли славян XIV—XVIII вв. М., 1999.
- Особенности кодификации орфографической и грамматической нормы в грамматиках Л. Зизания и М. Смотрицкого // Материалы Всероссийский научной конференции «Русский язык: прошлое, настоящее, будущее». Сыктывкар, 1999.
- Экзегеза грамматики Юго-Западной Руси конца XVI—XVII вв // Древняя Русь. Вопросы медиевистики, издательство РФК-Имидж Лаб (М.). 2000. — № 1. — С. 65-70
- Рецепция грамматики Лаврентия Зизания в Московской Руси // Studia Russica, XVIII. Будапешт, 2000.
- Особенности интерпретации собственных имен в азбуковнике (часть 1) // Вестник Московского университета. Серия 9: Филология, издательство Изд-во Моск. ун-та (М.). 2005. — № 3. — С. 132—145
- Особенности интерпретации собственных имен в азбуковнике (часть 2) // Вестник Московского университета. Серия 9: Филология, издательство Изд-во Моск. ун-та (М.). 2005. — № 4. — С. 114—124
- Грамматика церковнославянского языка Ивана Иконника: история создания // Вестник церковной истории. 2009. — № 1. — С. 148—172 (соавтор: Николенкова Н. В.)
- «Цитатное пространство» предисловия к грамматике 1648 г.: концепция и структура // Сибирский филологический журнал. 2011. — № 3. — С. 64-73
- Степень императивности грамматики Мелетия Смотрицкого // Филологические науки. Научные доклады высшей школы, издательство АЛМАВЕСТ (М.). 2011. — № 4. — С. 97-108
- Принцип антистиха в славянской грамматической традиции // Вестник Московского университета. Серия 9: Филология, издательство Изд-во Моск. ун-та (М.). 2011. — № 5. — С. 36-55
- Орфографическая программа Мелетия Смотрицкого и её отражение в грамматике 1648 года // Мир науки, культуры, образования, издательство Редакция международного научного журнала Мир науки, культуры, образования (Горно-Алтайск). 2011. — № 3 (28). — С. 254—259
- Коррекция системы норм грамматики Мелетия Смотрицкого 1619 г. в грамматике 1648 г // Вестник Московского университета. Серия 9: Филология, издательство Изд-во Моск. ун-та (М.). 2011. — № 6. — С. 84-96
- «Грамматика беседословная» Ивана Иконника как синтез славянской грамматической традиции // Библиотековедение. 2011. — № 4. — С. 56-61
- Первые грамматики церковнославянского языка: к характеристике ранней филологической традиции // Русская словесность, издательство Шк. пресса (М.). 2012. — № 2. — С. 56-64
- Система норм грамматики Мелетия Смотрицкого: проблемы рецепции и императивности // Вестник Московского университета. Серия 9: Филология, издательство Изд-во Моск. ун-та (М.). 2013. — № 1. — С. 7-20 (соавтор: Ремнёва М. Л.)
- Опыт синтаксической кодификации в «Грамматике беседословной» Ивана Иконника (1733 г.) // European Social Science Journal (Европейский журнал социальных наук), издательство МИИ (Москва), том 2. 2013. — № 10. — С. 154—159
- «Грамматика славенская» Федора Максимова (1723 г.): стратегия и параметры грамматического описания // Мир науки, культуры, образования, издательство Редакция международного научного журнала Мир науки, культуры, образования (Горно-Алтайск). 2014. — № 5. — С. 158—162 (в миру Цзяин Ма)
- «Словарь трудностей» церковнославянского языка XVII века // Вестник Московского университета. Серия 9: Филология, издательство Изд-во Моск. ун-та (М.). 2016. — № 2. — С. 40-50
- Пути формирования русского научного дискурса в XVII в // Мир науки, культуры, образования, издательство Редакция международного научного журнала Мир науки, культуры, образования (Горно-Алтайск). 2016. — № 4. — С. 221—229 (соавтор: Пентковская Т. В.)
- Грамматика 1648 г. как регулятор библейской книжной справы второй половины XVII в // Вестник Московского университета. Серия 9: Филология, издательство Изд-во Моск. ун-та (М.). 2017. — № 5. — С. 21-46
- Афоно-тырновская книжная справа кон. XIII—XIV вв. и её рецепция на Руси // Вестник Московского университета. Серия 9: Филология, издательство Изд-во Моск. ун-та (М.). 2016. — № 6. — С. 9-25 (соавтор: Пентковская Т. В.)
- Ф. И. Буслаев и история славянской грамматической традиции // Stephanos, издательство Филологический факультет МГУ имени М. В. Ломоносова (Москва). 2018. — № 4. — С. 109—117 DOI
- ГРАММАТИЧЕСКИЕ ПРЕДПИСАНИЯ И ИХ РЕАЛИЗАЦИИ В ЦЕРКОВНОСЛАВЯНСКОЙ КНИЖНОСТИ ВТОРОЙ ПОЛОВИНЫ XVII в // Вестник Московского университета. Серия 9: Филология, издательство Изд-во Моск. ун-та (М.). 2019. — № 4. — С. 175—188 (Пентковская Т. В.)
- «Максимова грамматика» от раннего Нового времени до современности: Итоги конференции «Максим Грек и развитие грамматической традиции в России» // Вестник Московского университета. Серия 9: Филология, издательство Изд-во Моск. ун-та (М.). 2019. — № 3. — С. 220—227 (соавторы: Ремнёва М. Л., Пентковская Т. В., Уржа А. В.)
- Острожская Библия 1581 г. и Московская Библия 1663 г.: лингвистические аспекты книжной справы // Мир науки, культуры, образования, издательство Редакция международного научного журнала Мир науки, культуры, образования (Горно-Алтайск). 2020. — № 4 (83). — С. 411—417 DOI
- Спорные вопросы библейской книжной справы XVI—XVII вв // Вестник Московского университета. Серия 9: Филология, издательство Изд-во Моск. ун-та (М.). 2021. — № 1. — С. 30-43

- Антистих // Православная энциклопедия. — М., 2001. — Т. II : Алексий, человек Божий — Анфим Анхиальский. — С. 549-553. — 40 000 экз. — ISBN 5-89572-007-2.
- Б // Православная энциклопедия. — М., 2002. — Т. IV : Афанасий — Бессмертие. — С. 234. — 39 000 экз. — ISBN 5-89572-009-9.
- Буквари церковнославянского языка // Православная энциклопедия. — М., 2003. — Т. VI : Бондаренко — Варфоломей Эдесский[англ.]. — С. 331-334. — 39 000 экз. — ISBN 5-89572-010-2.
- В // Православная энциклопедия. — М., 2003. — Т. VI : Бондаренко — Варфоломей Эдесский[англ.]. — С. 464. — 39 000 экз. — ISBN 5-89572-010-2.
- Г // Православная энциклопедия. — М., 2005. — Т. X : Второзаконие — Георгий. — С. 170-171. — 39 000 экз. — ISBN 5-89572-016-1.
- Д // Православная энциклопедия. — М., 2006. — Т. XIII : Григорий Палама — Даниель-Ропс. — С. 539-541. — 39 000 экз. — ISBN 5-89572-022-6. (в соавторстве с А. А. Туриловым)
- Дурново Николай Николаевич // Православная энциклопедия. — М., 2007. — Т. XVI : Дор — Евангелическая церковь союза. — С. 349-351. — 39 000 экз. — ISBN 978-5-89572-028-8.
- Е // Православная энциклопедия. — М., 2007. — Т. XVI : Дор — Евангелическая церковь союза. — С. 549-553. — 39 000 экз. — ISBN 978-5-89572-028-8.
- Епифаний (Славинецкий) // Православная энциклопедия. — М., 2008. — Т. XVIII : Египет древний — Эфес. — С. 552-556. — 39 000 экз. — ISBN 978-5-89572-032-5.
- Ж // Православная энциклопедия. — М., 2008. — Т. XIX : Ефесянам послание — Зверев. — С. 108-110. — 39 000 экз. — ISBN 978-5-89572-034-9.
- З // Православная энциклопедия. — М., 2008. — Т. XIX : Ефесянам послание — Зверев. — С. 422-425. — 39 000 экз. — ISBN 978-5-89572-034-9.
- И // Православная энциклопедия. — М., 2009. — Т. XX : Зверин в честь Покрова Пресвятой Богородицы женский монастырь — Иверия. — С. 413-418. — 39 000 экз. — ISBN 978-5-89572-036-3.
- Исаченко Александр Васильевич // Православная энциклопедия. — М., 2011. — Т. XXVII : Исаак Сирин — Исторические книги. — С. 159-162. — 39 000 экз. — ISBN 978-5-89572-050-9.
- К // Православная энциклопедия. — М., 2012. — Т. XXIX : К — Каменац. — С. 8-11. — 39 000 экз. — ISBN 978-5-89572-025-7.
- Кириллица // Православная энциклопедия. — М., 2014. — Т. XXXIV : Кипрская православная церковь — Кирион, Вассиан, Агафон и Моисей. — С. 626-632. — 33 000 экз. — ISBN 978-5-89572-039-4.
- Книжная справа // Православная энциклопедия. — М., 2014. — Т. XXXVI : Клотильда — Константин. — С. 122-134. — 29 000 экз. — ISBN 978-5-89572-041-7.
- Копитар // Православная энциклопедия. — М., 2015. — Т. XXXVII : Константин — Корин. — С. 507-508. — 33 000 экз. — ISBN 978-5-89572-045-5.
- Л // Православная энциклопедия. — М., 2015. — Т. XXXIX : Крисп — Лангадасская, Литиская и Рендинская митрополия. — С. 544-546. — 33 000 экз. — ISBN 978-5-89572-033-2.
- Листки Ундольского // Православная энциклопедия. — М., 2016. — Т. XLI : Ливаний — Львовский в честь Преображения Господня женский монастырь. — С. 132-134. — 30 000 экз. — ISBN 978-5-89572-021-9.
- М // Православная энциклопедия. — М., 2016. — Т. XLII : Львовский собор — Максим, блаженный, Московский. — С. 208-211. — 30 000 экз. — ISBN 978-5-89572-047-9.
- Македонский кириллический лист // Православная энциклопедия. — М., 2016. — Т. XLII : Львовский собор — Максим, блаженный, Московский. — С. 660-661. — 30 000 экз. — ISBN 978-5-89572-047-9.
- Мамоничи // Православная энциклопедия. — М., 2016. — Т. XLIII : Максим — Маркелл I. — С. 284-286. — 30 000 экз. — ISBN 978-5-89572-049-3.
- Мариинское Евангелие // Православная энциклопедия. — М., 2016. — Т. XLIII : Максим — Маркелл I. — С. 474-476. — 30 000 экз. — ISBN 978-5-89572-049-3.
- Мирославово евангелие // Православная энциклопедия. — М., 2017. — Т. XLV : Мерри Дель Валь — Михаил Парехели. — С. 386-388. — 39 000 экз. — ISBN 978-5-89572-052-3.
- Михановича апостол // Православная энциклопедия. — М., 2017. — Т. XLVI : Михаил Пселл — Мопсуестия. — С. 81-82. — 36 000 экз. — ISBN 978-5-89572-053-0.
- Мошин В. А. // Православная энциклопедия. — М., 2017. — Т. XLVII : Мор — Муромский в честь Преображения Господня мужской монастырь. — С. 529-532. — 39 000 экз. — ISBN 978-5-89572-054-7. (в соавторстве с Г. Поп-Константиновым)
- Н // Православная энциклопедия. — М., 2017. — Т. XLVIII : Муромский в честь Успения Пресвятой Богородицы мужской монастырь — Непал. — С. 210-213. — 30 000 экз. — ISBN 978-5-89572-055-4.
- Невежа Андроник Тимофеевич // Православная энциклопедия. — М., 2017. — Т. XLVIII : Муромский в честь Успения Пресвятой Богородицы мужской монастырь — Непал. — С. 492-494. — 30 000 экз. — ISBN 978-5-89572-055-4.
- Норовская псалтырь // Православная энциклопедия. — М., 2018. — Т. LII : Ной — Онуфрий. — С. 111-114. — 39 000 экз. — ISBN 978-5-8957-2059-2.
- О // Православная энциклопедия. — М., 2018. — Т. LII : Ной — Онуфрий. — С. 194-199. — 39 000 экз. — ISBN 978-5-8957-2059-2.
- О восьми частях слова // Православная энциклопедия. — М., 2018. — Т. LII : Ной — Онуфрий. — С. 199-201. — 39 000 экз. — ISBN 978-5-8957-2059-2.
- Оршанское евангелие // Православная энциклопедия. — М., 2019. — Т. LIII : Онуфрий — Павел. — С. 361-362. — 39 000 экз. — ISBN 978-5-8957-2060-8.
- Острожская библия // Православная энциклопедия. — М., 2019. — Т. LIII : Онуфрий — Павел. — С. 477-479. — 39 000 экз. — ISBN 978-5-8957-2060-8.
- Остромирово евангелие // Православная энциклопедия. — М., 2019. — Т. LIII : Онуфрий — Павел. — С. 482-485. — 39 000 экз. — ISBN 978-5-8957-2060-8.
- Охридские глаголические листки // Православная энциклопедия. — М., 2019. — Т. LIII : Онуфрий — Павел. — С. 608-609. — 39 000 экз. — ISBN 978-5-8957-2060-8.
- Охридский апостол // Православная энциклопедия. — М., 2019. — Т. LIII : Онуфрий — Павел. — С. 609-612. — 39 000 экз. — ISBN 978-5-8957-2060-8.
- П // Православная энциклопедия. — М., 2019. — Т. LIII : Онуфрий — Павел. — С. 624-626. — 39 000 экз. — ISBN 978-5-8957-2060-8.
- Пересопницкое евангелие // Православная энциклопедия. — М., 2019. — Т. LV : Пасхальные споры — Петр Дамаскин. — С. 412-415. — 39 000 экз. — ISBN 978-5-89572-062-2.
- Петр Тимофеев Мстиславец // Православная энциклопедия. — М., 2019. — Т. LVI : Петр Дамиани — Повечерие. — С. 102-105. — 39 000 экз. — ISBN 978-5-89572-063-9.
- Поликарпов-Орлов Федор // Православная энциклопедия. — М., 2020. — Т. LVII : Погановская икона Божьей Матери — Православное обозрение. — С. 149-153. — 39 000 экз. — ISBN 978-5-89572-064-6.
- Пражские листки // Православная энциклопедия. — М., 2020. — Т. LVIII : Православный Богословский институт прп. Сергия Радонежского — Псковский Снетогорский в честь Рождества Пресвятой Богородицы монастырь. — С. 27-29. — 39 000 экз. — ISBN 978-5-89572-065-3.
- Путятина Минея // Православная энциклопедия. — М., 2020. — Т. LIX : Псой Египетский — Ринальди. — С. 70-73. — 39 000 экз. — ISBN 978-5-89572-066-0.
- Пчела // Православная энциклопедия. — М., 2020. — Т. LIX : Псой Египетский — Ринальди. — С. 86-89. — 39 000 экз. — ISBN 978-5-89572-066-0. (в соавторстве с А. А. Туриловым)
- Р // Православная энциклопедия. — М., 2020. — Т. LIX : Псой Египетский — Ринальди. — С. 170-172. — 39 000 экз. — ISBN 978-5-89572-066-0.
- Реймсское Евангелие // Православная энциклопедия. — М., 2020. — Т. LIX : Псой Египетский — Ринальди. — С. 439-443. — 39 000 экз. — ISBN 978-5-89572-066-0.
- Рильские листки // Православная энциклопедия. — М., 2020. — Т. LIX : Псой Египетский — Ринальди. — С. 611-612. — 39 000 экз. — ISBN 978-5-89572-066-0.
- С // Православная энциклопедия. — М., 2020. — Т. LX : Рипсимия, Гаиания и 35 святых дев — Саблер. — 39 000 экз. — ISBN 978-5-89572-067-7.